# Riso fritto
Il riso fritto è un piatto a base di riso che viene prima cotto al vapore o bollito e quindi fritto al salto con altri ingredienti che variano a seconda della ricetta. È una pietanza tipica e molto popolare nelle cucine dell’Asia orientale, sud-orientale e, in misura minore, dell’Asia meridionale e di alcuni altri paesi, ma è diffuso anche in tutto il resto del mondo, dove si trova di solito nei ristoranti etnici. In casa viene spesso cucinato utilizzando gli avanzi di pasti precedenti.

## Storia
Già noto ai tempi della dinastia Sui, che governò in Cina tra il 581 e il 618, se ne ipotizzano le origini nel riso fritto cinese. Tra le più popolari ricette cinesi a livello nazionale e regionale vi sono quelle del riso fritto Yangzhou e di quello Hokkien. Il chāhan giapponese ha come origine il riso fritto cinese e viene quindi considerate un piatto sino-giapponese. Del coreano bokkeum-bap solo alcune varietà sono di origine cinese.
Molto popolare nel Sud-est asiatico, dove viene spesso cucinato e venduto da ambulanti come cibo da strada; in Indonesia, Malaysia e Singapore prende il nome nasi goreng, in Thailandia khao phat. In molti paesi occidentali viene preparato soprattutto per i vegetariani, di solito con l'aggiunta di uovo.

## Preparazione

### Cottura
Secondo il sistema di preparazione cinese, il riso viene prima risciacquato diverse volte per rimuovere l'eccesso di amido che renderebbe il piatto troppo pastoso. Va quindi cotto al vapore o bollito e quando è pronto i chicchi vanno separati con una spatola per renderlo vaporoso. Va quindi lasciato raffreddare, messo in un recipiente coperto e lasciato in frigorifero per evitare che si alteri, va quindi cucinato entro tre giorni. Anche friggere il riso dopo la cottura al vapore quando è ancora caldo renderebbe il piatto pastoso. Per la frittura al salto, da fare preferibilmente in una wok, si utilizza olio o in alternativa burro chiarificato o lardo. Per una cottura ideale, il riso va messo nella wok ben calda quando si sente lo sfrigolio dell'olio. È importante separare dall'inizio i chicchi di riso con una spatola per rimuovere eventuali grumi.

### Ingredienti
A seconda delle ricette si sceglie quale altro ingrediente principale aggiungere, tra i più popolari vi sono verdure, uova, carne, pollo, maiale, manzo, insaccati, pesce, frutti di mare, tofu ecc. Per insaporire si usano cipolla e/o aglio, scalogno e cipollotto. Oltre al sale, tra i condimenti si possono usare, pepe, salsa di soia, salsa di ostriche, salsa di pesce ecc. Altri ingredienti opzionali di fine cottura sono peperoncino, prezzemolo, coriandolo, semi di sesamo tostati, alghe, cetriolo, pomodoro, limetta o sottaceti.

## Varietà

### Asia orientale

#### Cina

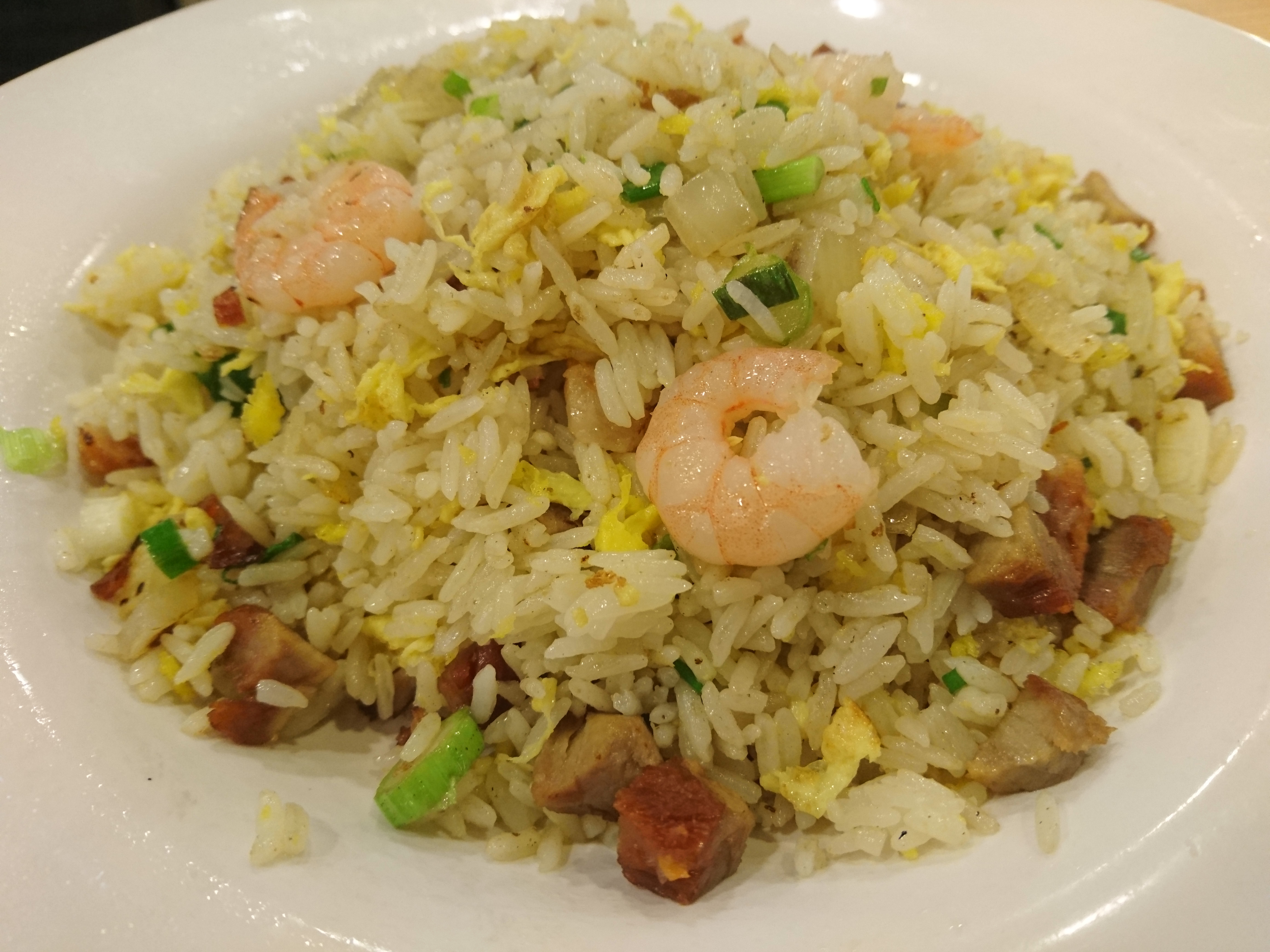
Yángzhōu chǎofàn, il più popolare tra i risi fritti cinesi

In Cina il riso fritto prende il nome chao fan (炒飯T, 炒饭S, chǎofànP). Di seguito alcune tra le più popolari varietà che si trovano nel paese:
- Cantonese (detto anche Wui Fan 燴飯), riso fritto tipico di Canton servito con una densa salsa gravy aggiunta sul riso a fine cottura.
- Riso fritto di Hokkien (o Fujian), variante del tradizionale riso fritto cinese tipica della provincia del Fujian, cotto con una salsa densa mischiata al riso e altri ingredienti a piacere tra cui funghi, carne, verdure ecc.
- Riso fritto del Sichuan, particolarmente piccante come da tradizione culinaria di quella provincia, con l’aggiunta di una salsa a base di peperoncino, aglio e cipolle.[3]
- Riso fritto Yin Yang, sul quale vengono versate una salsa bianca saporita da un lato e dall'altro una salsa a base di pomodoro. Versioni particolarmente elaborate presentano sopra al riso il simbolo dello yin-yang fatto con le due salse.
- Riso fritto Yangzhou, con gamberetti, uova strapazzate e maiale alla griglia. E forse il più diffuso tra i risi fritti nei ristorante cinesi, dove spesso nel menù compare con il nome riso cantonese.

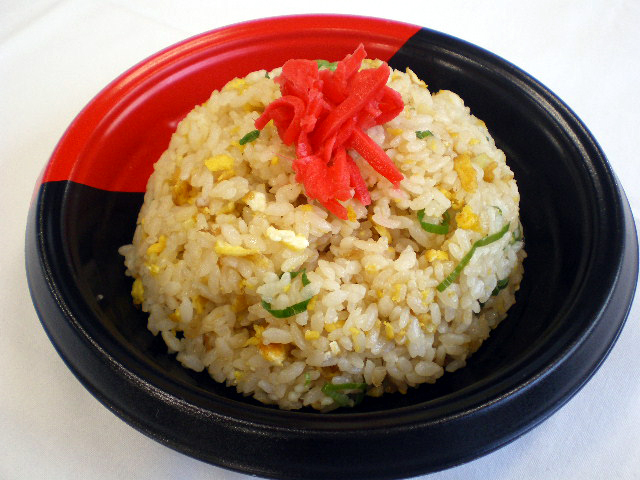
Chāhan

#### Giappone
- In Giappone il normale riso fritto prende il nome  chahan  ( チャーハン o 炒飯 ?,  chāhan ) o  yakimeshi  ( 焼飯 ?), è una variante del riso fritto cinese adattato ai gusti giapponesi con l’aggiunta di diversi ingredienti. La versione con pollo e ketchup viene chiamata  chicken rice  ( チキンライス ?,  chikinraisu ),[4] mentre quella con il curry giapponese prende il nome dorai karē  (ドライカレー?).
- Un particolare tipo di riso fritto è l'omurice (オムライス?, ,omu-raisu) (omelette-rice), che viene prima saltato in padella con carne e verdure ed è quindi avvolto in un'omelette molto fine sulla quale di solito viene versata della salsa ketchup.

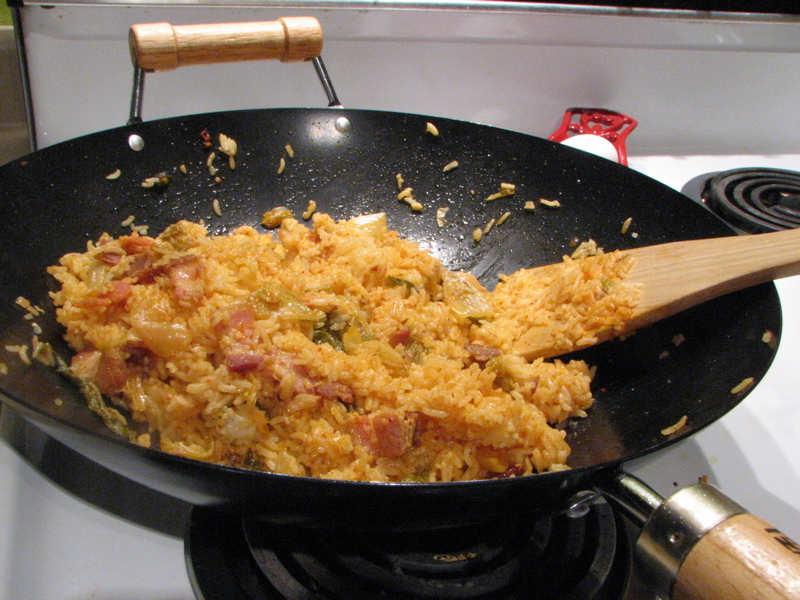
Kimchi Bokkeum-bap, riso fritto tipico della Corea

#### Corea
- In Corea viene chiamato bokkeum-bap, traduzione letterale del termine riso fritto.[5] Vi sono molte varietà cucinate con i più diversi ingredienti. Nei ristorante coreani viene di solito servito alla fine del pasto,[6] condito con fiocchi di alghe chiamati gimgaru e  olio di sesamo.
- Il Kimchi-bokkeum-bap è la varietà preparata con verdure piccanti kimchi e altri ingredienti a piacere.

### Sud-est asiatico

#### Cambogia
- Il bai cha cambogiano è una variante di riso fritto cucinato con salsiccia, aglio, salsa di soia e spezie varie. Si accompagna di solito con dell’altra carne.

#### Indonesia, Malaysia, Singapore

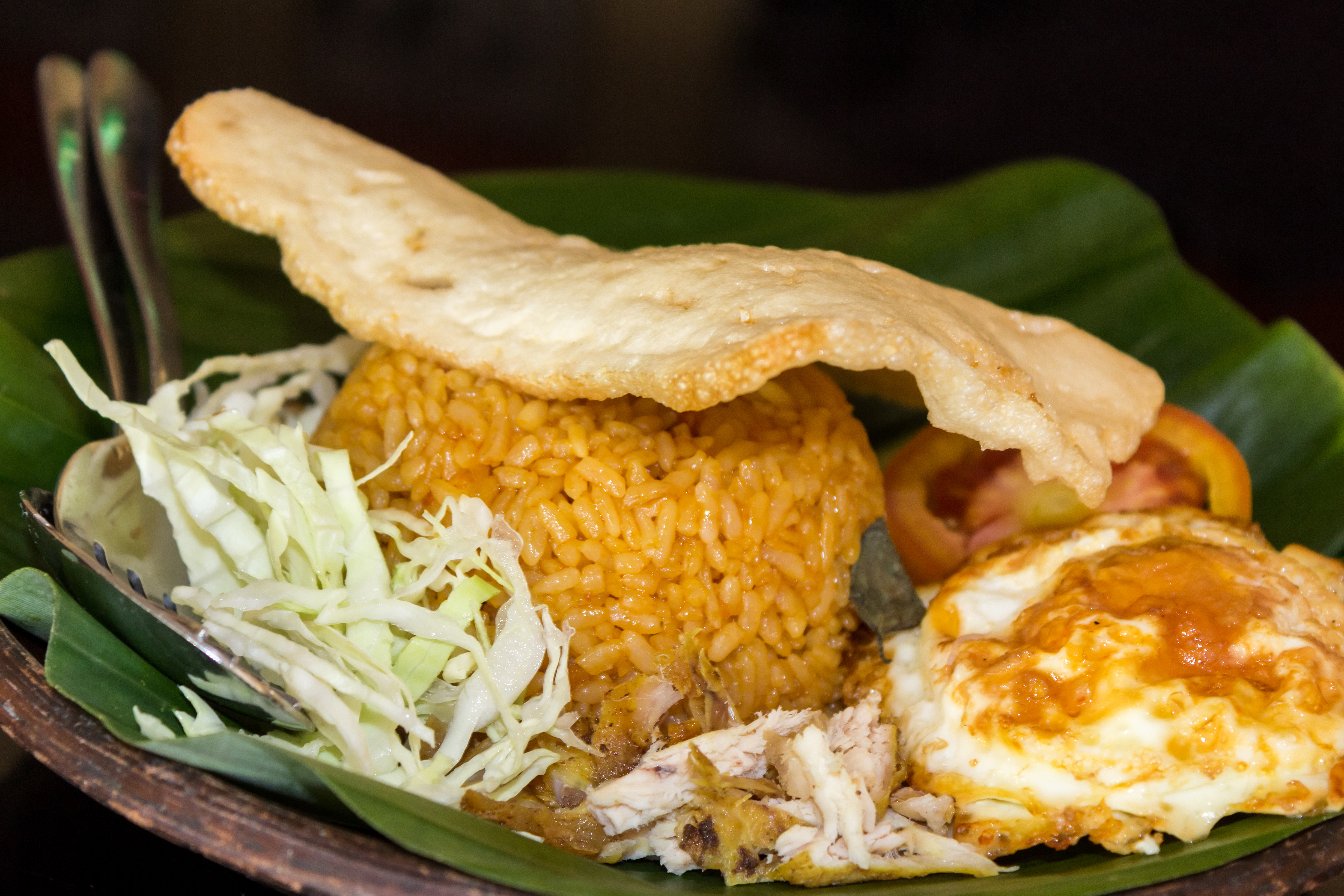
Nasi goreng indonesiano con pollo, uovo all'occhio di bue, nuvole di drago e verdure.

- Il nasi goreng è la più popolare versione malese e indonesiana del riso fritto. Si distingue da altre versioni per l'utilizzo di salsa di soia dolce (kecap manis). Viene spesso servito con l’aggiunta di un uovo all'occhio di bue, pollo fritto e condimenti vari come la salsa piccante sambal, i sottaceti acar e i cracker fritti krupuk. Oltre che in Indonesia, Malaysia e Singapore, il nasi goreng è popolare anche nei paesi vicini e nei Paesi Bassi.
- La variante nasi goreng pattaya viene cucinata in Malaysia ed è simile all'omurice giapponese. In Indonesia lo stesso piatto prende il nome nasi goreng amplop.
- Il riso fritto al sambal è tipico di Singapore, si prepara con la salsa piccante sambal, tipica delle cucine indonesiana e malese.

#### Birmania
- Il riso fritto birmano (htamin gyaw) si prepara con una gustosa varietà locale di riso a chicco corto. Una delle versioni più diffuse è quella che ha per ingredienti piselli bolliti, cipolla, aglio e una salsa di soia scura. Come condimento vengono spesso aggiunti la pasta di pesce ngapi kyaw, fettine di cetriolo, peperoncino verde e aceto.

#### Filippine

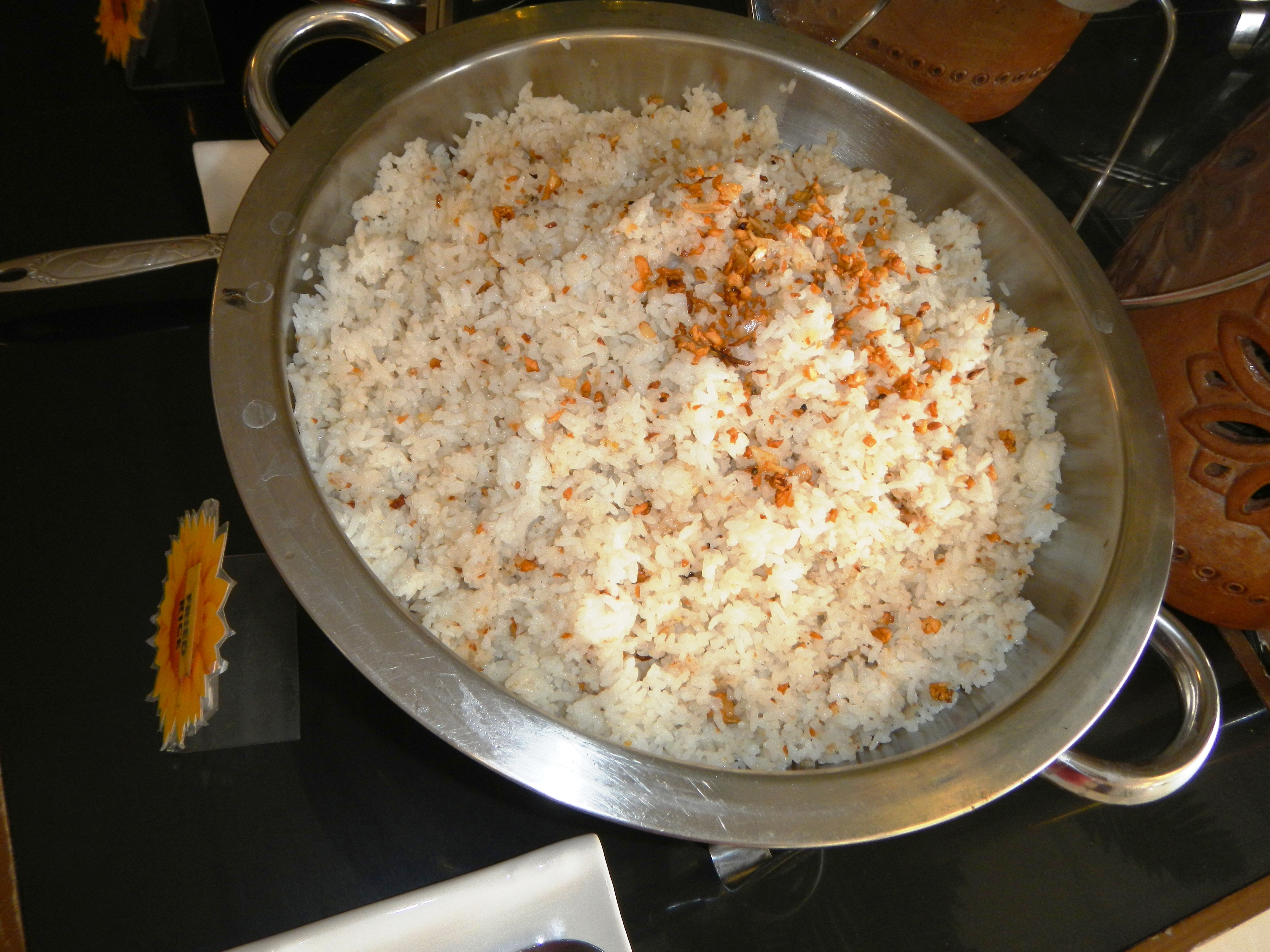
Sinangag

- Il riso fritto con aligue delle Filippine si cucina usando la locale pasta di granchio aligue, che dà alla pietanza un colore arancione intenso. Si possono aggiungere gamberetti e seppioline, viene consumato da solo o insieme a piatti di carne.[7]
- Il riso fritto bagoong si prepara friggendolo al salto con la locale pasta di gamberetti bagoong alamang e ingredienti a piacere come carne, cipollotti e mango verde.
- Il sinangág, detto anche  "riso fritto all’aglio", è un riso fritto delle Filippine cucinato con aglio, spesso consumato a colazione. Viene di solito usato riso avanzato da un pasto precedente, che risulta quindi più duro del riso normale e leggermente fermentato. L’aglio viene prima tostato e il piatto si completa con pepe nero e sale. Raramente si aggiungono altri ingredienti, quindi il sapore non interferisce troppo con quello dei piatti a cui si accompagna, che sono spesso a base di carne come pancetta, salsiccia, carne in scatola di tipo Spam ecc. Eventuali altri ingredienti sono uova strapazzate, cipollotti a fette e carote a cubetti.[8]

#### Thailandia

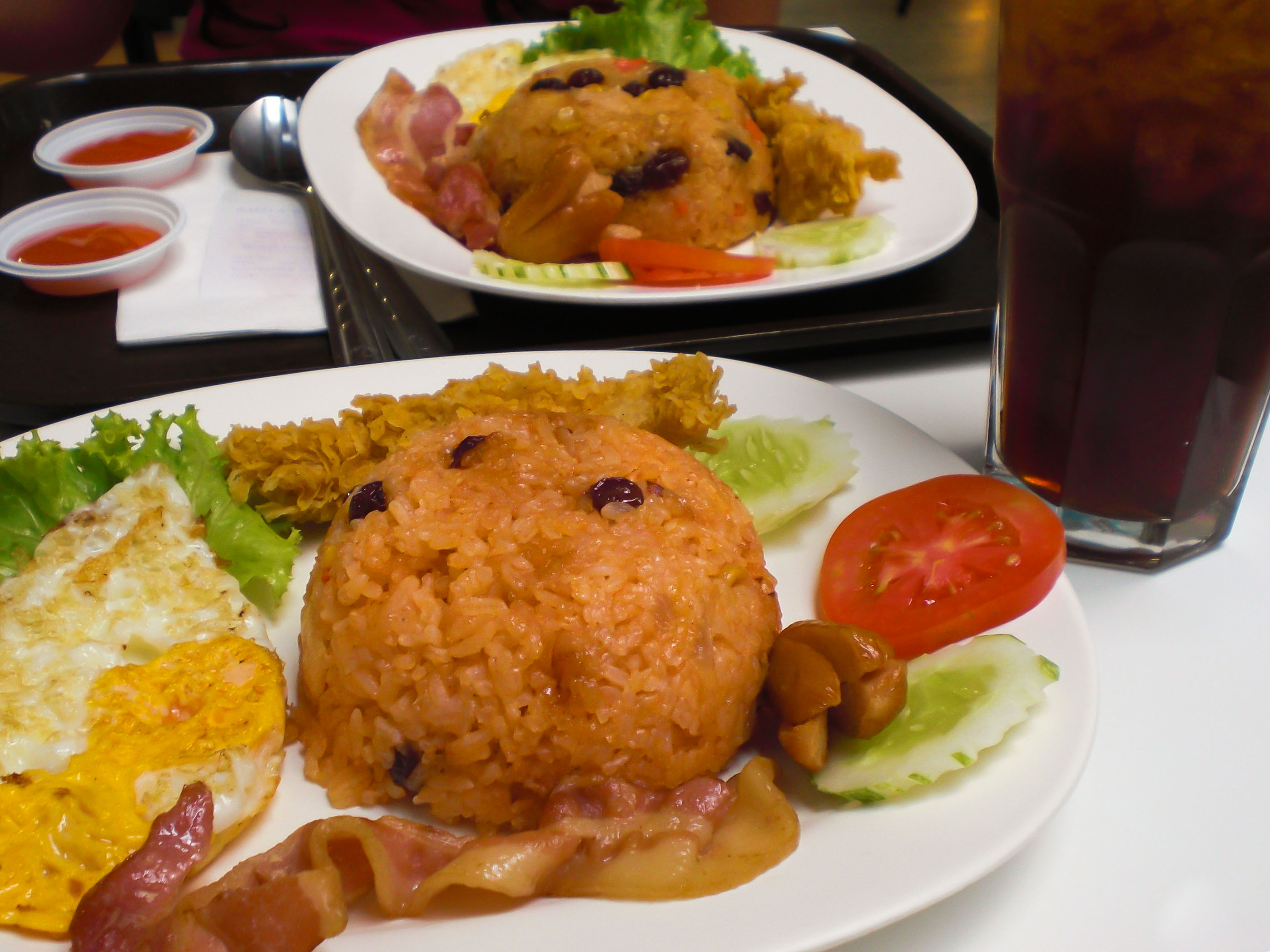
Khao phat americano in Thailandia

- In Thailandia il piatto si chiama khao pad e ha un sapore particolare per l’impiego del gustoso riso jasmine, caratteristico prodotto thailandese. Alcune delle versioni di khao phad differiscono dal caratteristico riso fritto cinese. Viene servito accompagnato dalla  nam pla phrik, salsa di pesce con peperoncino thai, aglio e succo di limone. Tra gli ingredienti più comuni vi sono pollo, maiale, gamberetti, uova, cipolle, aglio ecc.
- Particolarmente raffinato è il khao phad kaphrao, versione al riso fritto del popolare piatto nazionale phad kaphrao con il basilico sacro (kaphrao).[9]
- Tra le molte versioni si trova il riso fritto americano (khao phad amerikan), servito ai militari statunitensi in servizio in Thailandia ai tempi della guerra del Vietnam e preparato con hot dog, pollo fritto e uova.[10]
- Altre versioni sono quelle con il curry verde (khao phad kaeng khiao wan), al thai curry (khao phat phong kari), al cocco, all'ananas ecc.

#### Vietnam
- Il riso fritto vietnamita si chiama cơm chiên o cơm rang, è più leggero di quello cinese, con meno olio e meno salsa. Si può cucinare con diversi ingredienti che variano a seconda dei gusti o del cuoco che lo prepara.[11]

### Asia meridionale

#### India
- Il riso fritto è molto popolare nell’India del Nord e dell’Est. Kolkata, punto di riferimento nazionale per la cucina sino-indiana, è la città dove e nato il riso fritto indiano. Il riso fritto al curry è il più popolare nel paese. Tra le svariate versioni vi è il tava pulav di Mumbai, per il quale si utilizza riso basmati, burro chiarificato, diversi vegetali e spezie.[12]

#### Nepal
- Il bhuteko bhat nepalese si consuma con i locali sottaceti achar e spesso con curry e dal.[13]

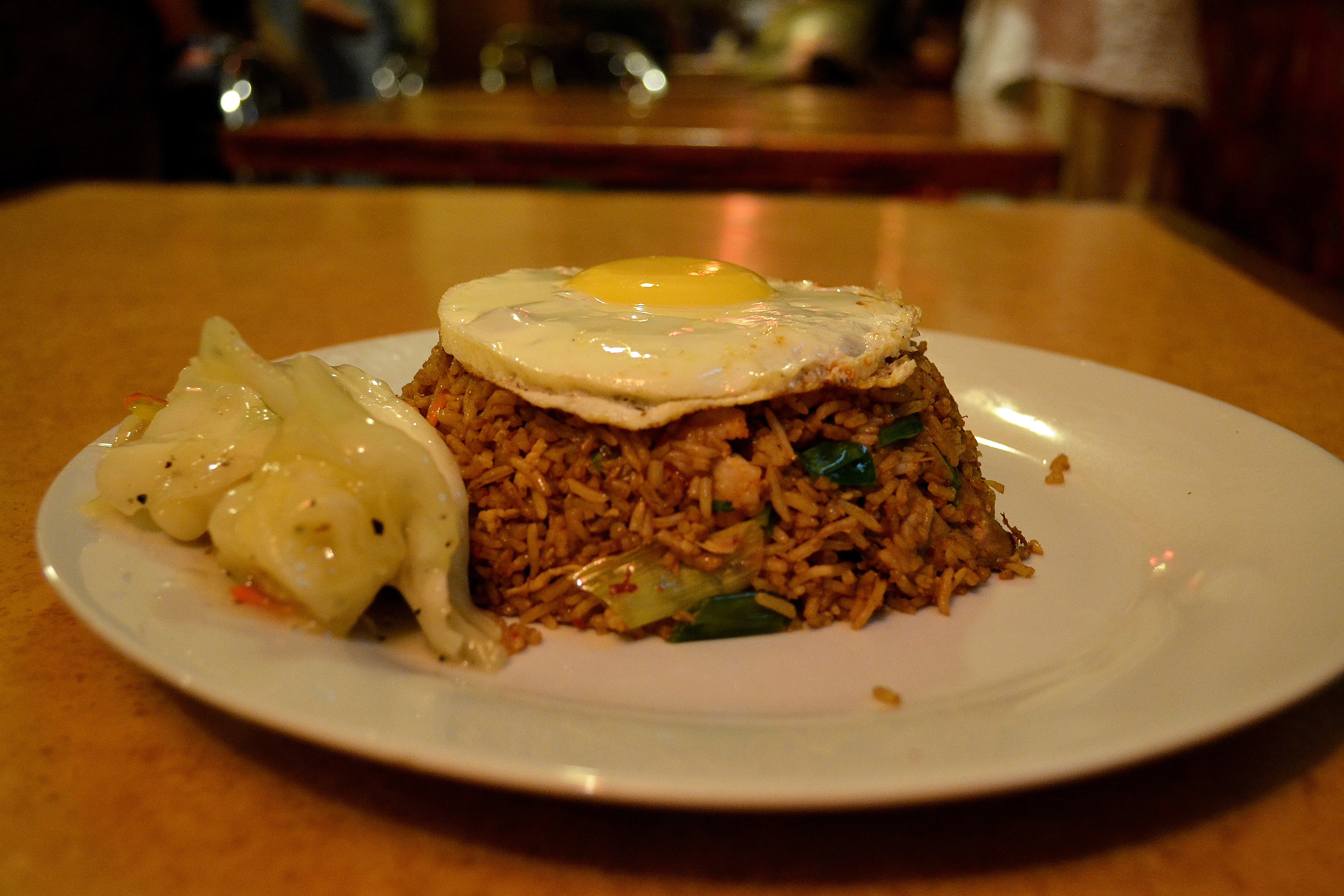
Nasi goreng dello Sri Lanka servito con uovo

#### Sri Lanka
- Il riso fritto dello Sri Lanka è una versione di quello cinese e si prepara con il riso basmati e spezie locali.[14][15] Il locale nasi goreng è molto popolare nel paese e ha origine nella cucina malese e indonesiana.[16]

### Pacifico

#### Hawaii
- Il riso fritto delle Hawaii viene di solito cucinato in olio di sesamo con cipolle verdi, piselli, carote, salsiccia portoghese e/o carne in scatola Spam. A volte viene aggiunto kimchi.

### Americhe

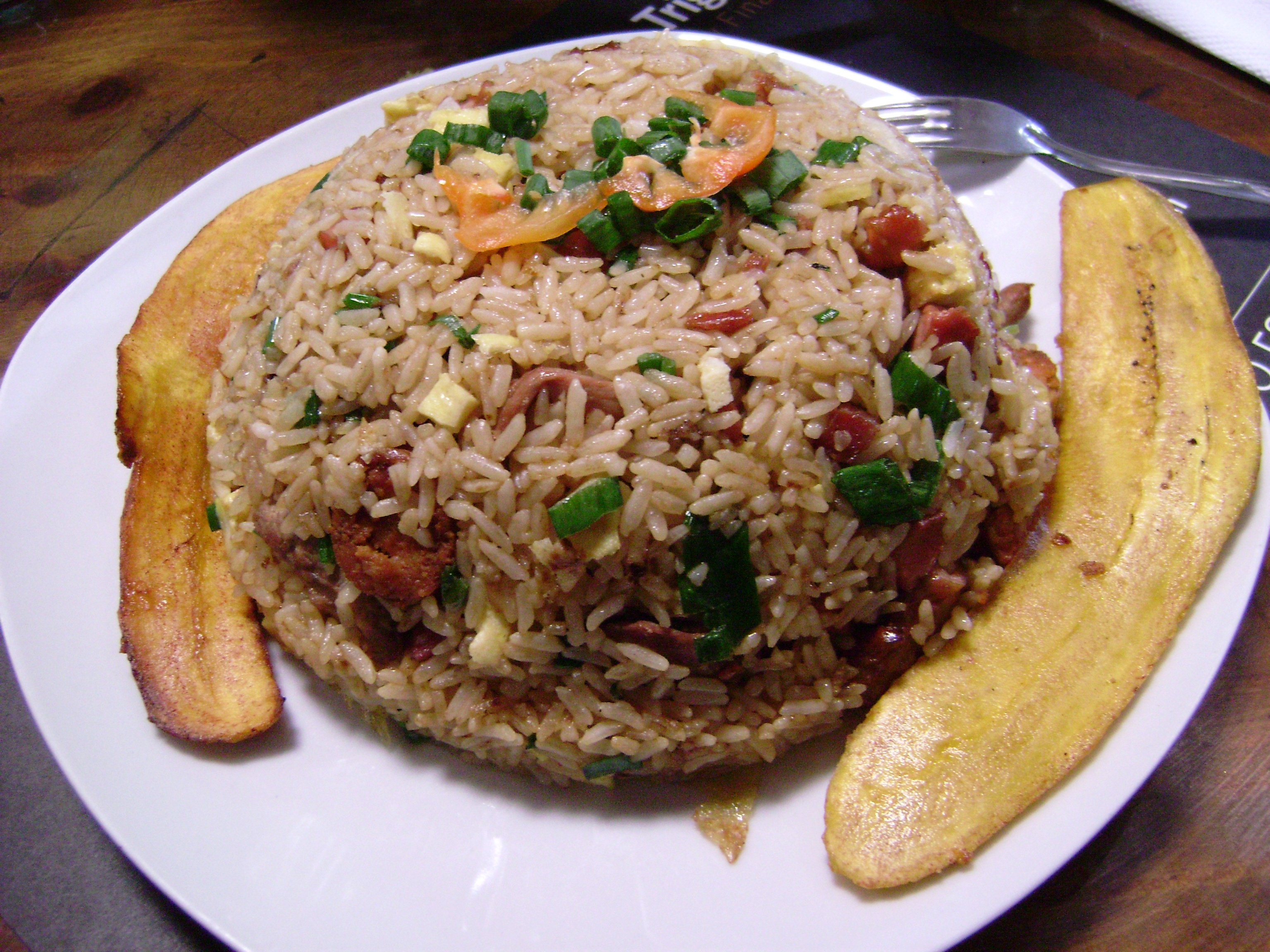
Arroz chaufa, tipico della cucina peruviana di derivazione cinese

Nei paesi dove si parla spagnolo il riso fritto si chiama arroz frito e a seconda della sua origine prende nomi come arroz chino e arroz cantonés.

#### Ecuador
- Il riso fritto in Ecuador è il chaulafan, di origine cinese. La salsa è di solito quella scura di soia e le carni più comuni usate sono maiale, manzo, pollo o anche pesce e frutti di mare.

#### Cuba

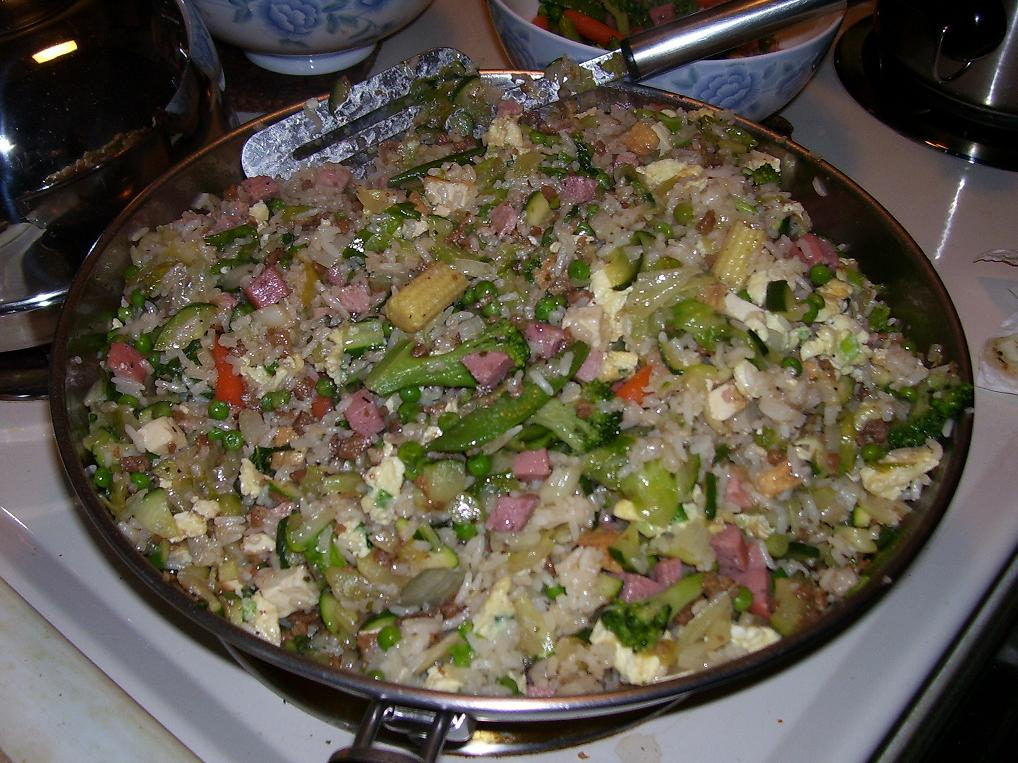
Arroz frito di Cuba, di origine cinese

- L'arroz frito cubano viene servito nei ristoranti insieme a piatti della cucina creola. Tra gli ingredienti più utilizzati vi sono prosciutto, maiale alla griglia, gamberetti, pollo e uova, oltre a svariate verdure.

#### Perù e Cile
- Il riso fritto di origine cinese in Perù prende il nome arroz chaufa e in Cile arroz chaufán. Le varianti più comuni usano gli stessi ingredienti dei risi fritti cinesi. Alcune sono cucinate con carni particolari come quella di alligatore o di lucertola o con lingua di manzo. In alcune regioni al posto del riso si mette del grano o semi di quinoa. L'arroz chaufa peruviano aeropuerto viene cucinato con pasta e altri  ingredienti.

### Europa

#### Portogallo
- L’Arroz chau-chau è il riso fritto in Portogallo, spesso servito come accompagnamento ad altre pietanze.

#### Regno Unito
- Il kedgeree ha le sue origini in India, ma è un riso fritto cucinato esclusivamente nel Regno Unito.

### Africa

#### Nigeria
Il riso fritto in Nigeria si cucina con chicchi lunghi. Tra gli ingredienti più utilizzati vi sono fegato di manzo, pollo, maiale o gamberetti. Come verdure si usano carote, piselli, fagiolini, cipolle e peperoncini. Tra le spezie vi sono il timo, pepe  e polvere di curry.

## Galleria d'immagini

Piatti di riso fritto
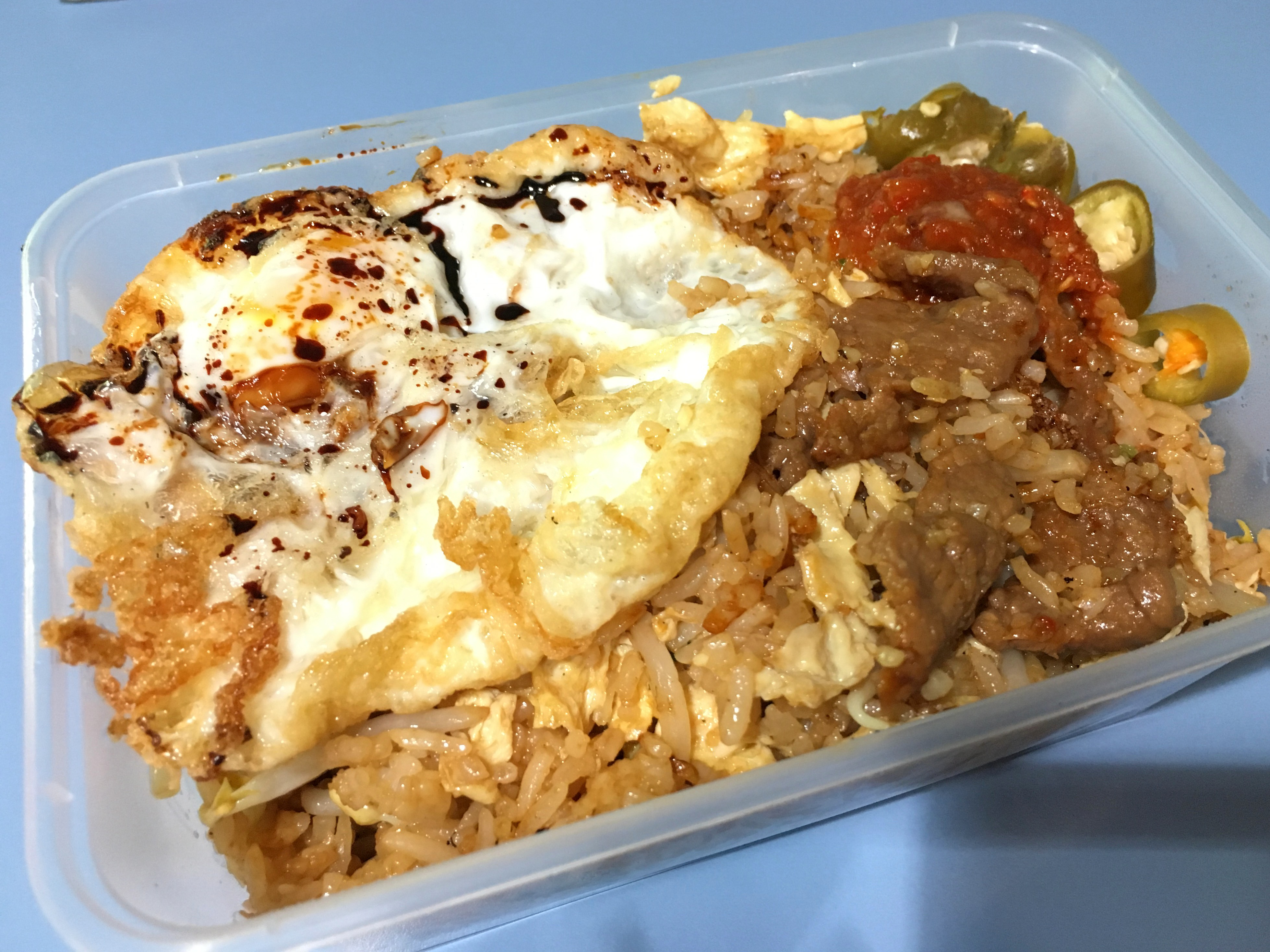
Riso fritto al manzo con uovo a Singapore
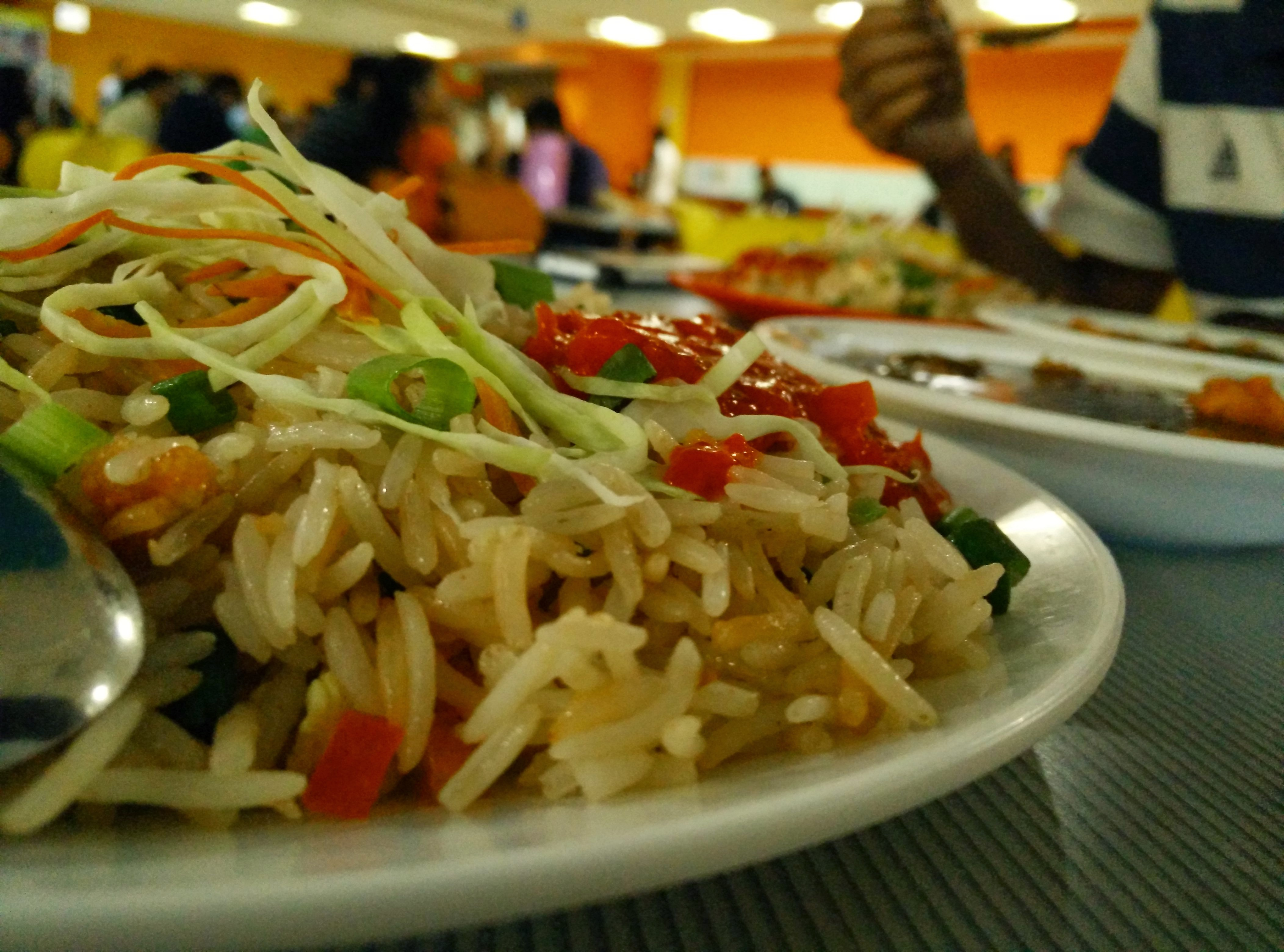
Riso fritto Schezwan (Sichuan), piatto sino/indiano
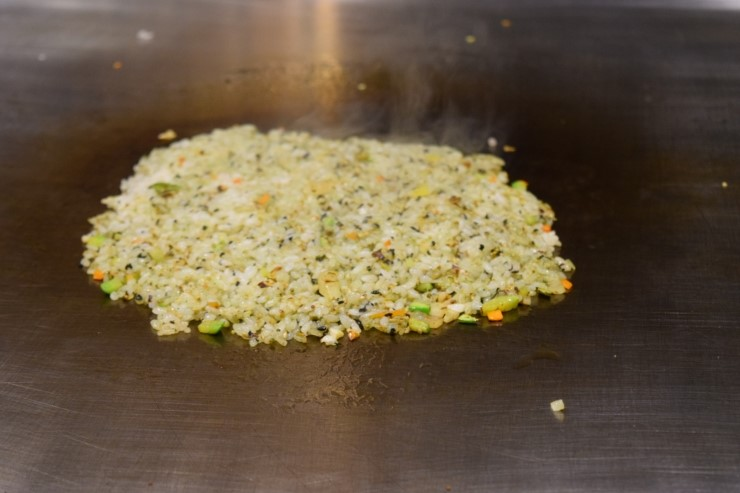
Cheolpan-bokkeum-bap coreano cucinato alla piastra
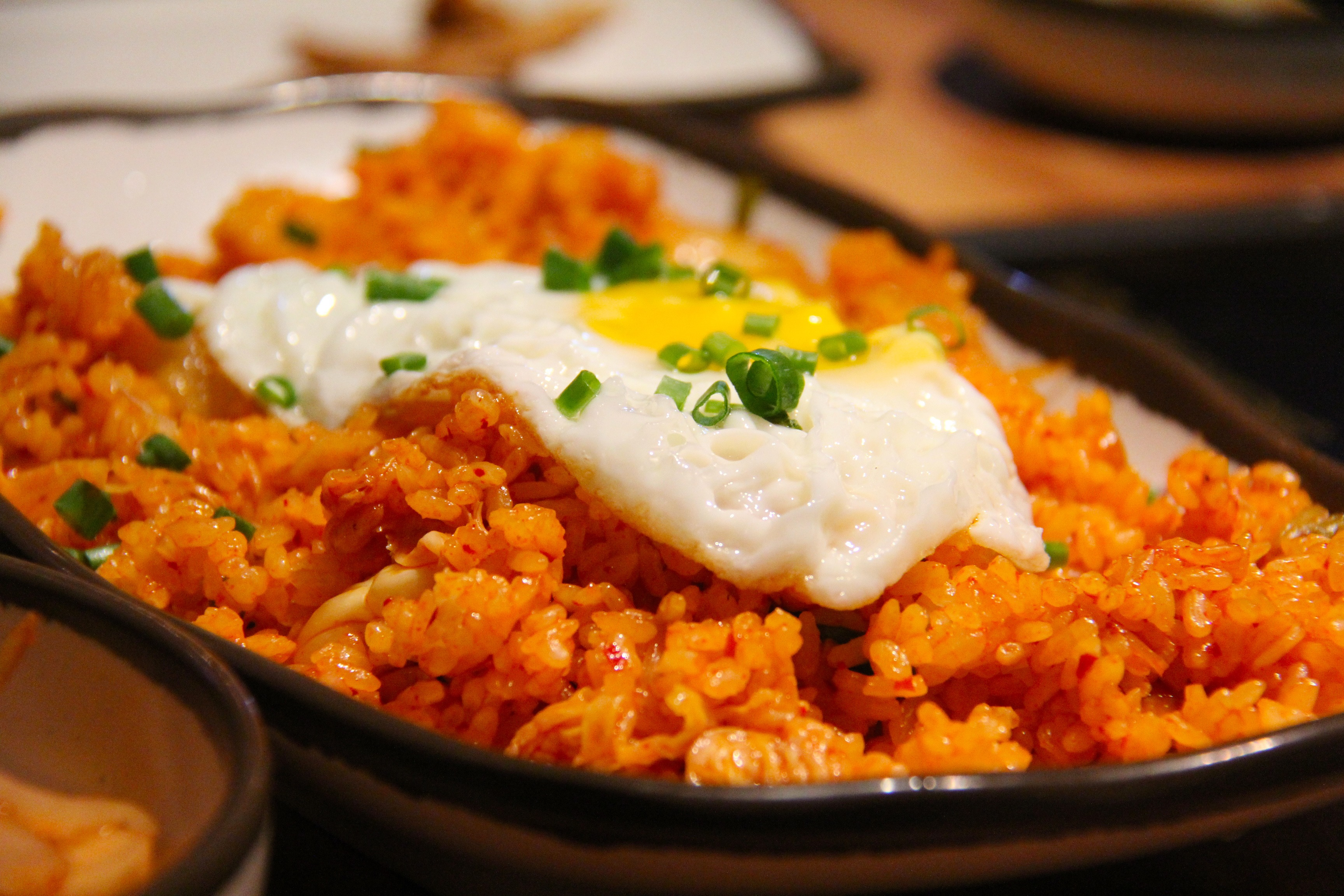
Kimchi-bokkeum-bap, il riso fritto coreano più popolare
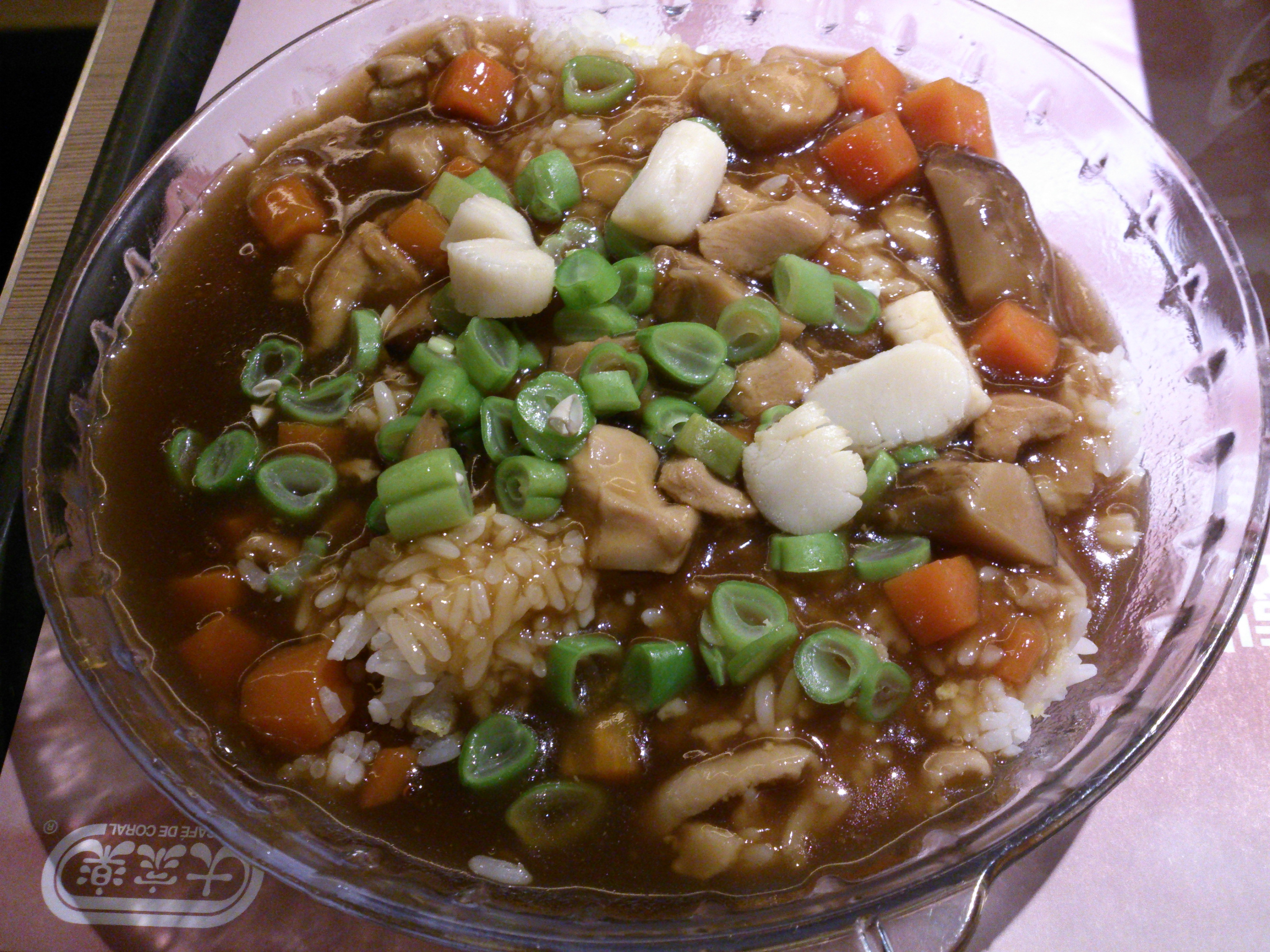
Fuk gin caau faan, riso fritto Hokkien
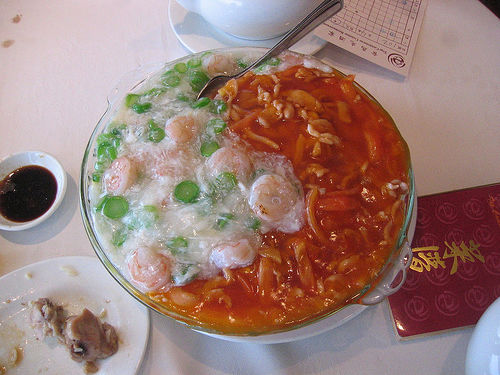
Jyun joeng caau faan, tipico riso fritto di Hong Kong all'anatra
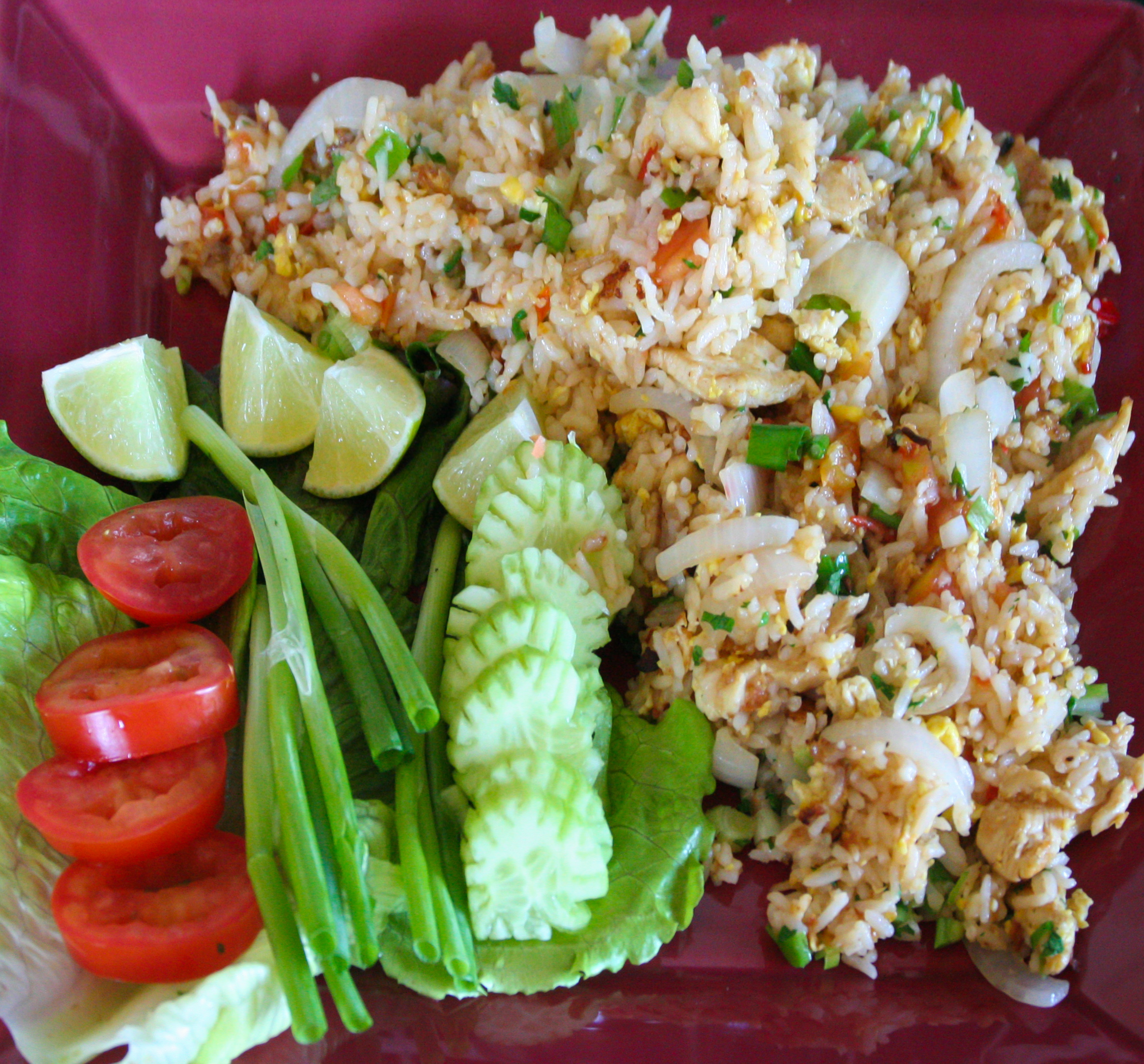
Khao phat, riso fritto thailandese
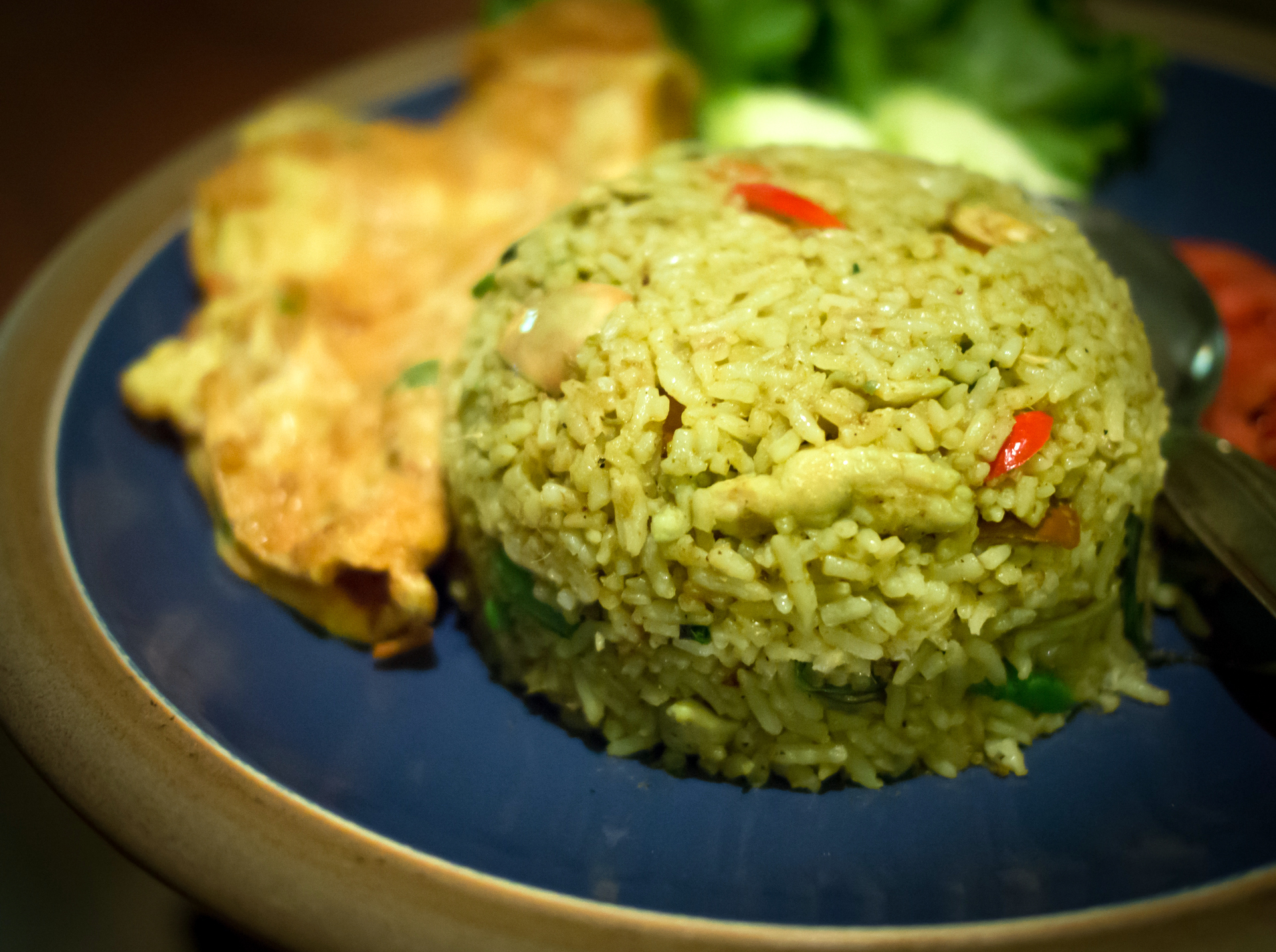
Khao phat kaeng khiao wan, al curry verde
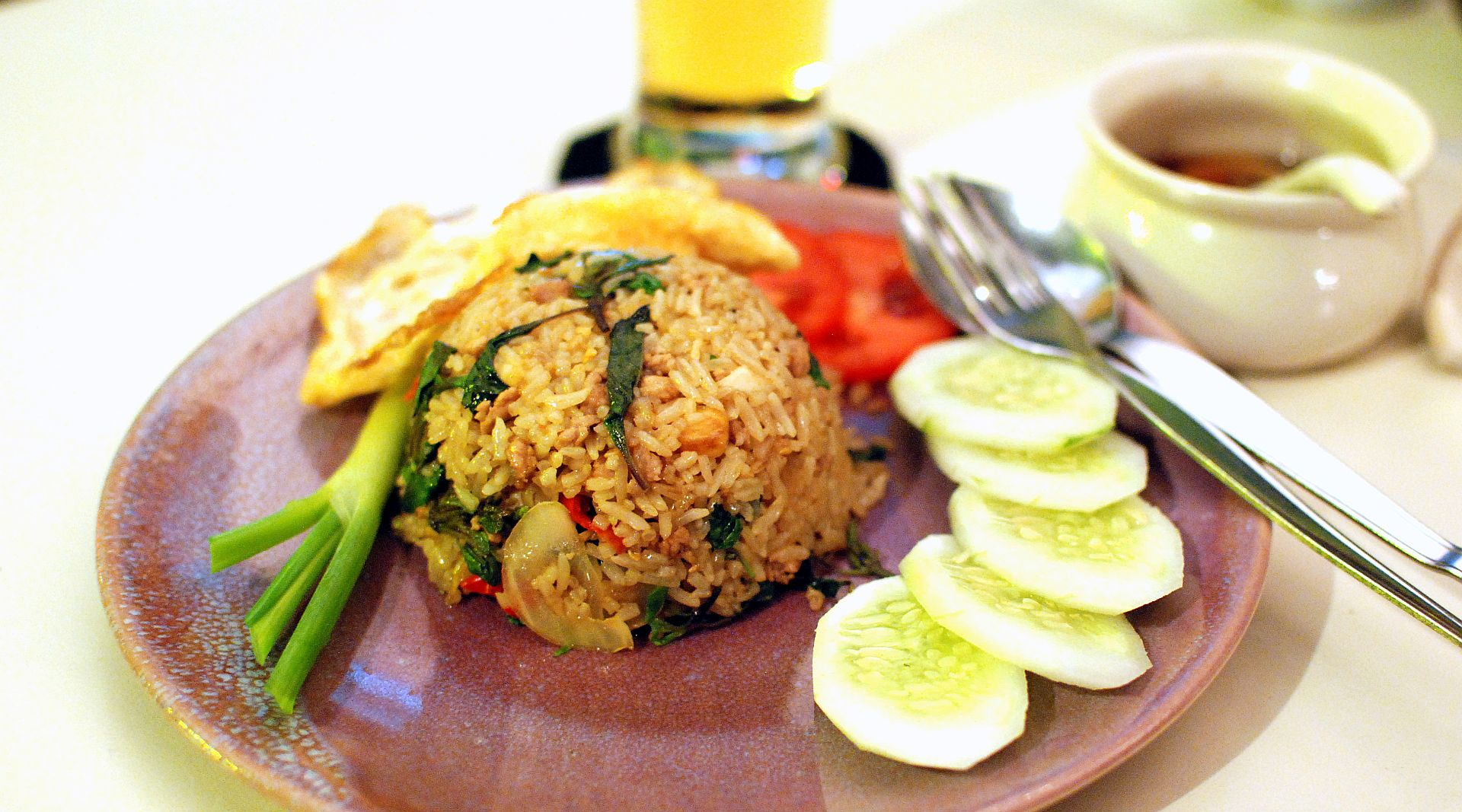
Khao phat kaphrao, al basilico sacro
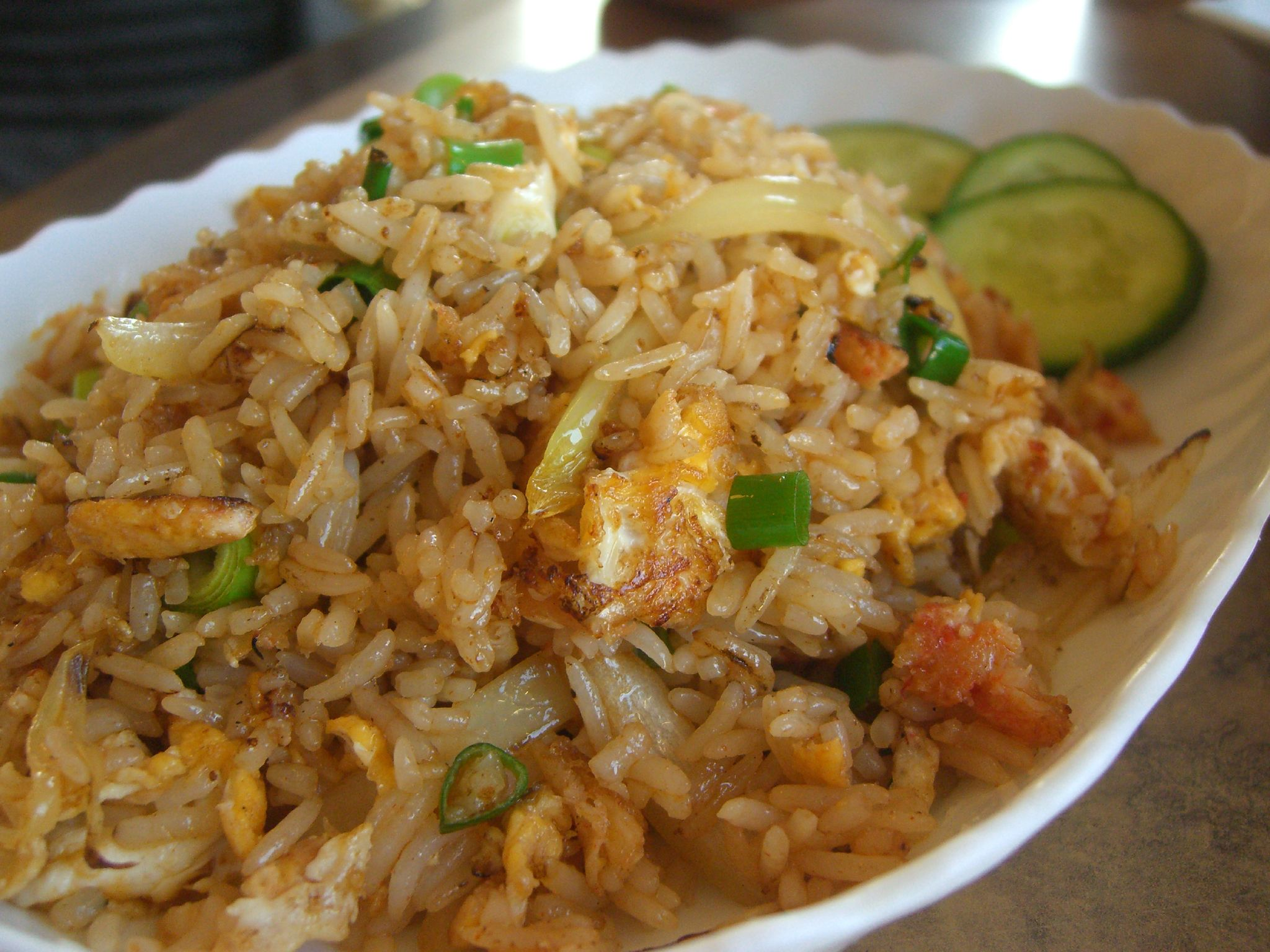
Khao phat pu, al granchio
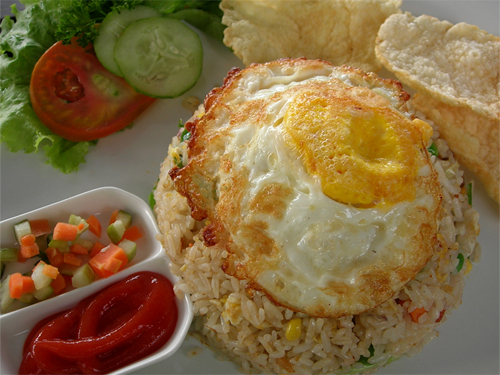
Nasi goreng con pesce salato e uovo
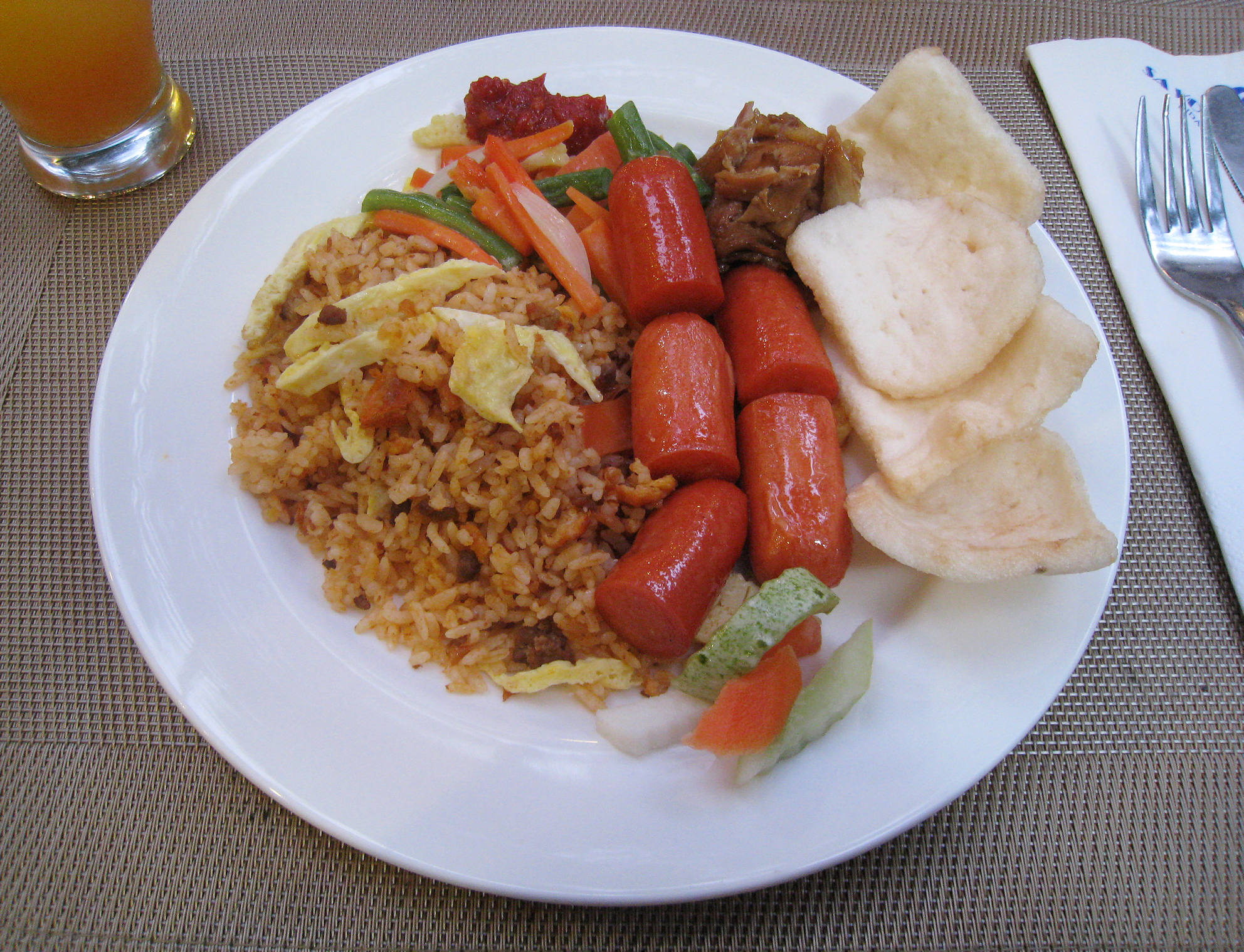
Nasi goreng istimewa, nasi goreng speciale
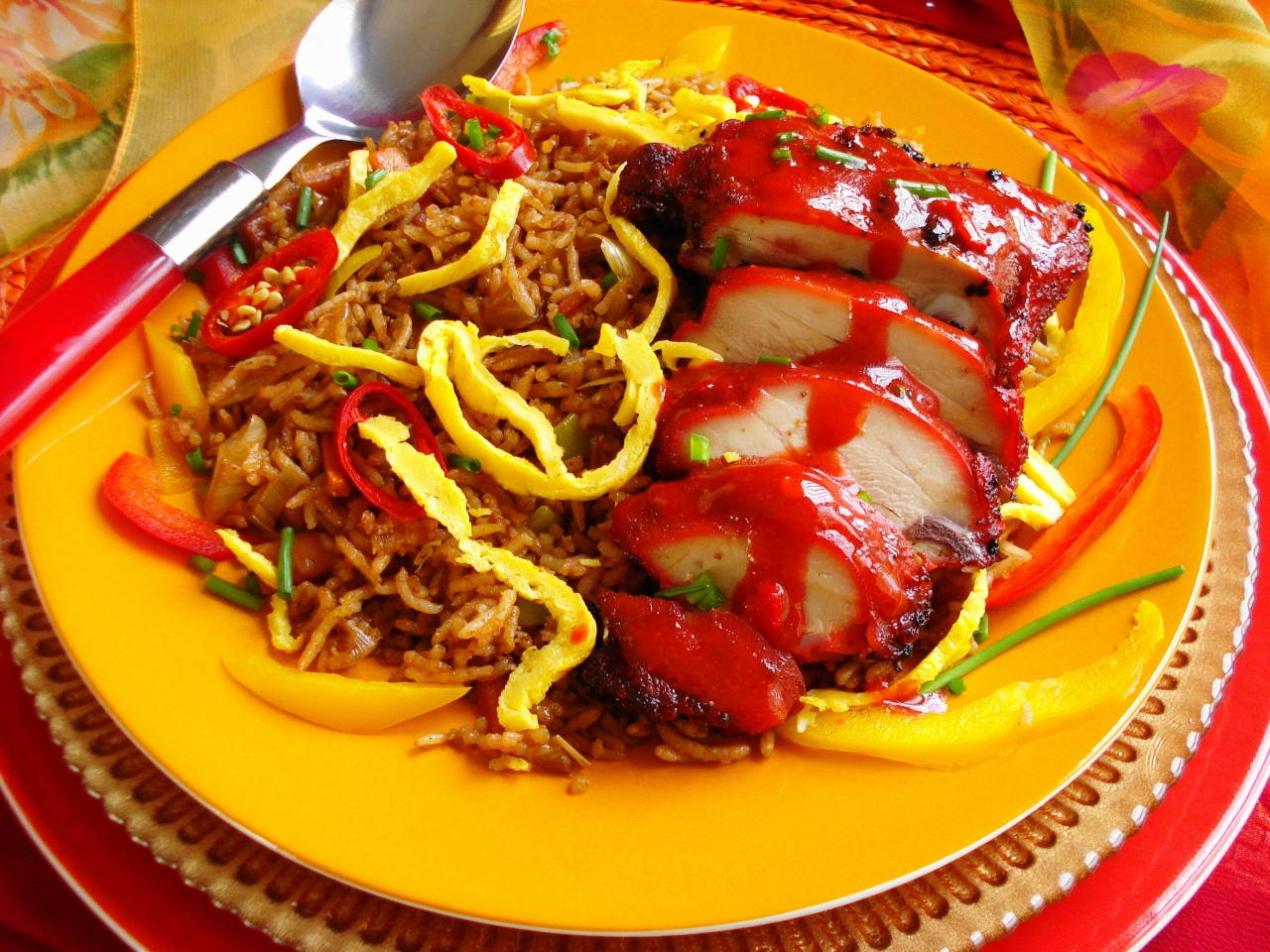
Nasi goreng giavanese/surinamese nei Paesi Bassi
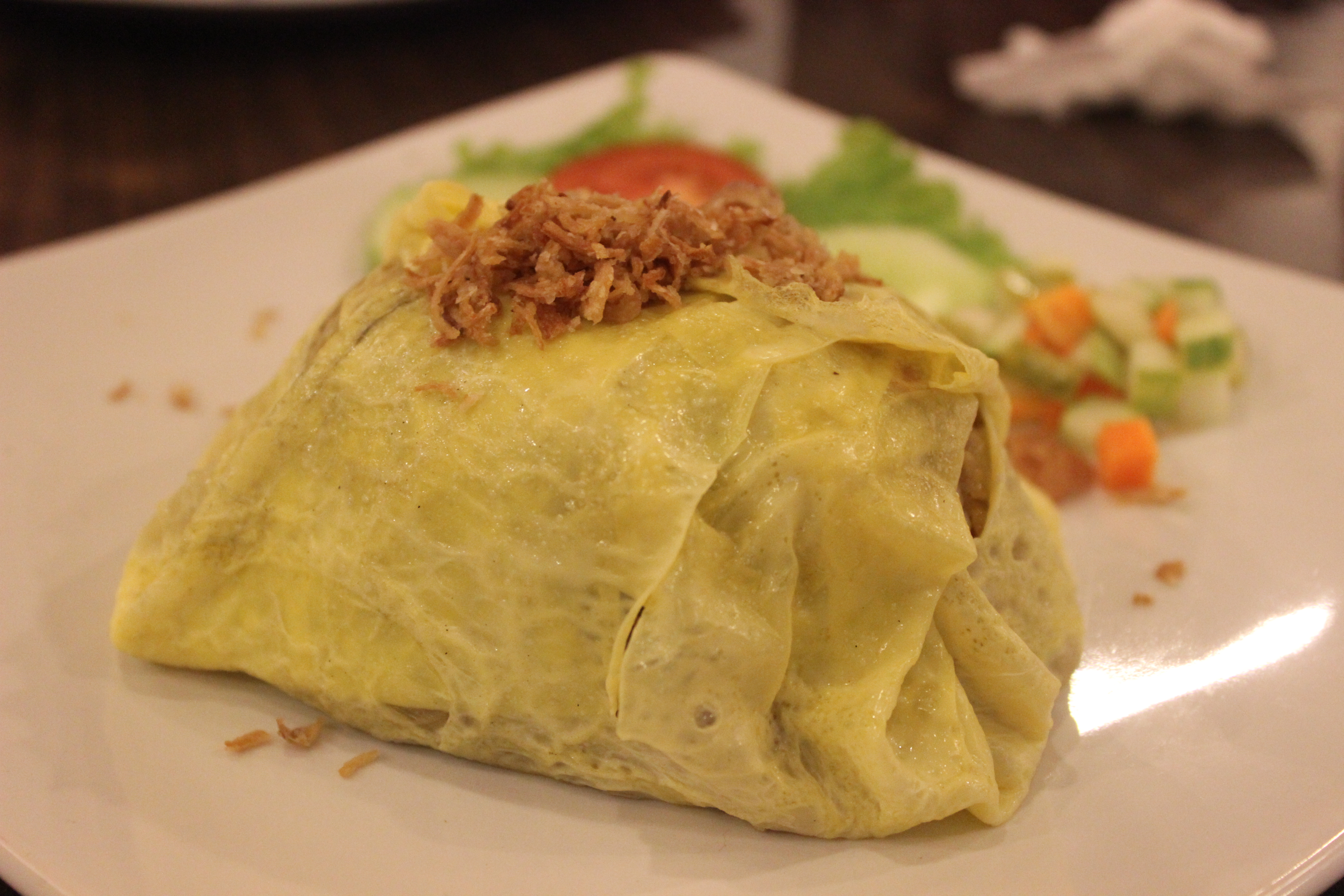
Nasi goreng pattaya, omelette di riso malaysiana
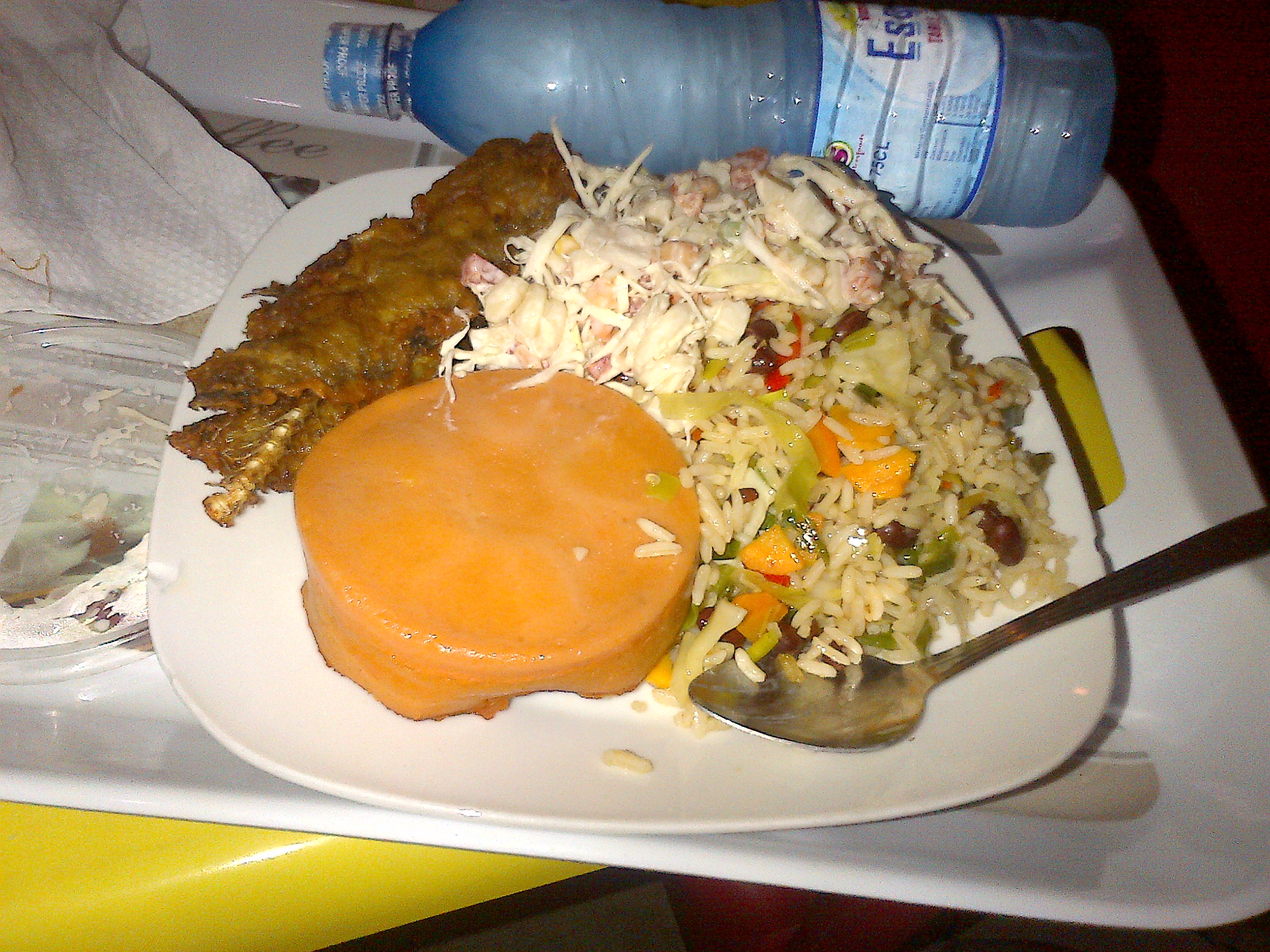
Riso fritto nigeriano con pesce, insalata e pudding al vapore di fagioli
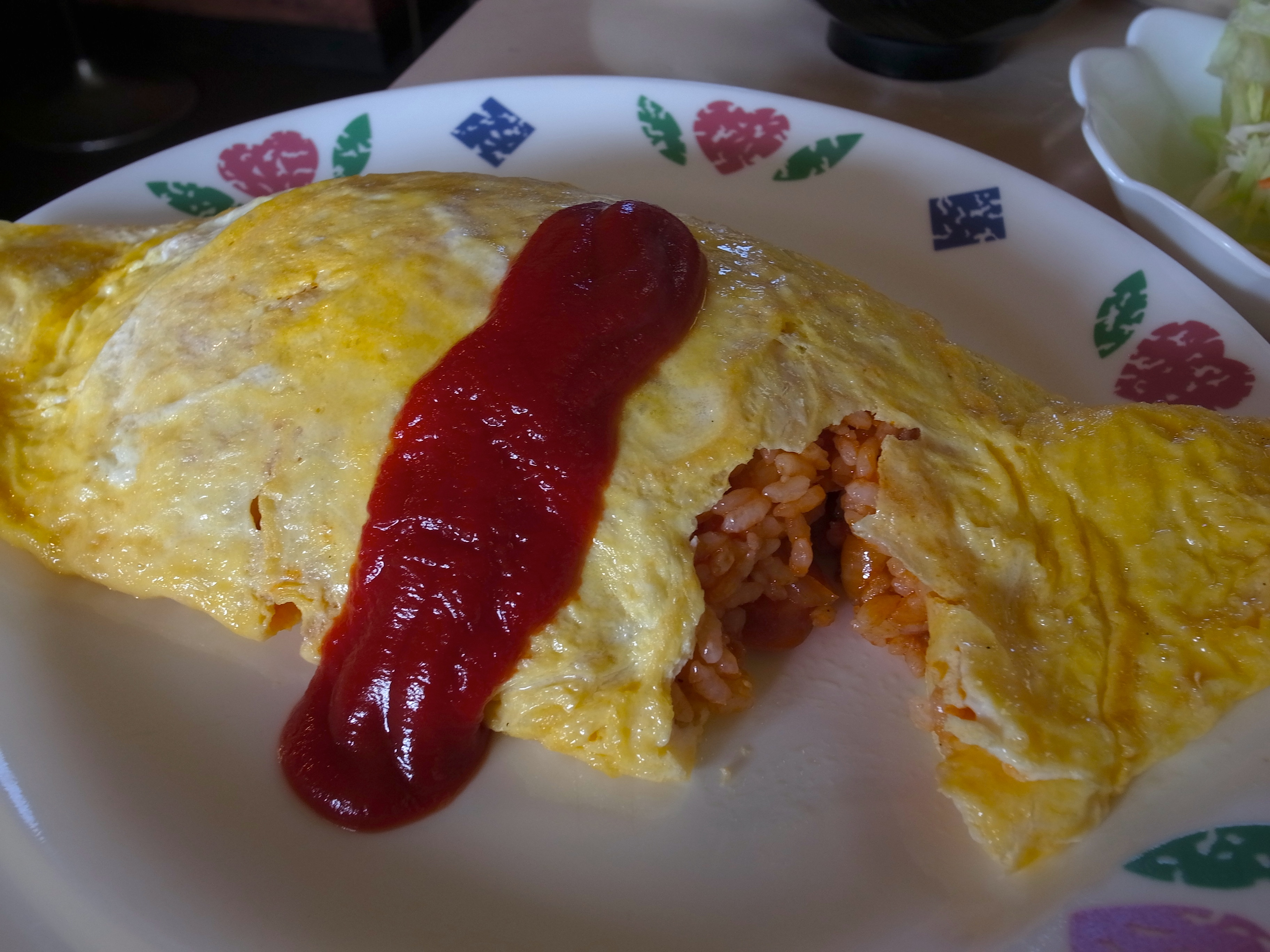
Omurice giapponese
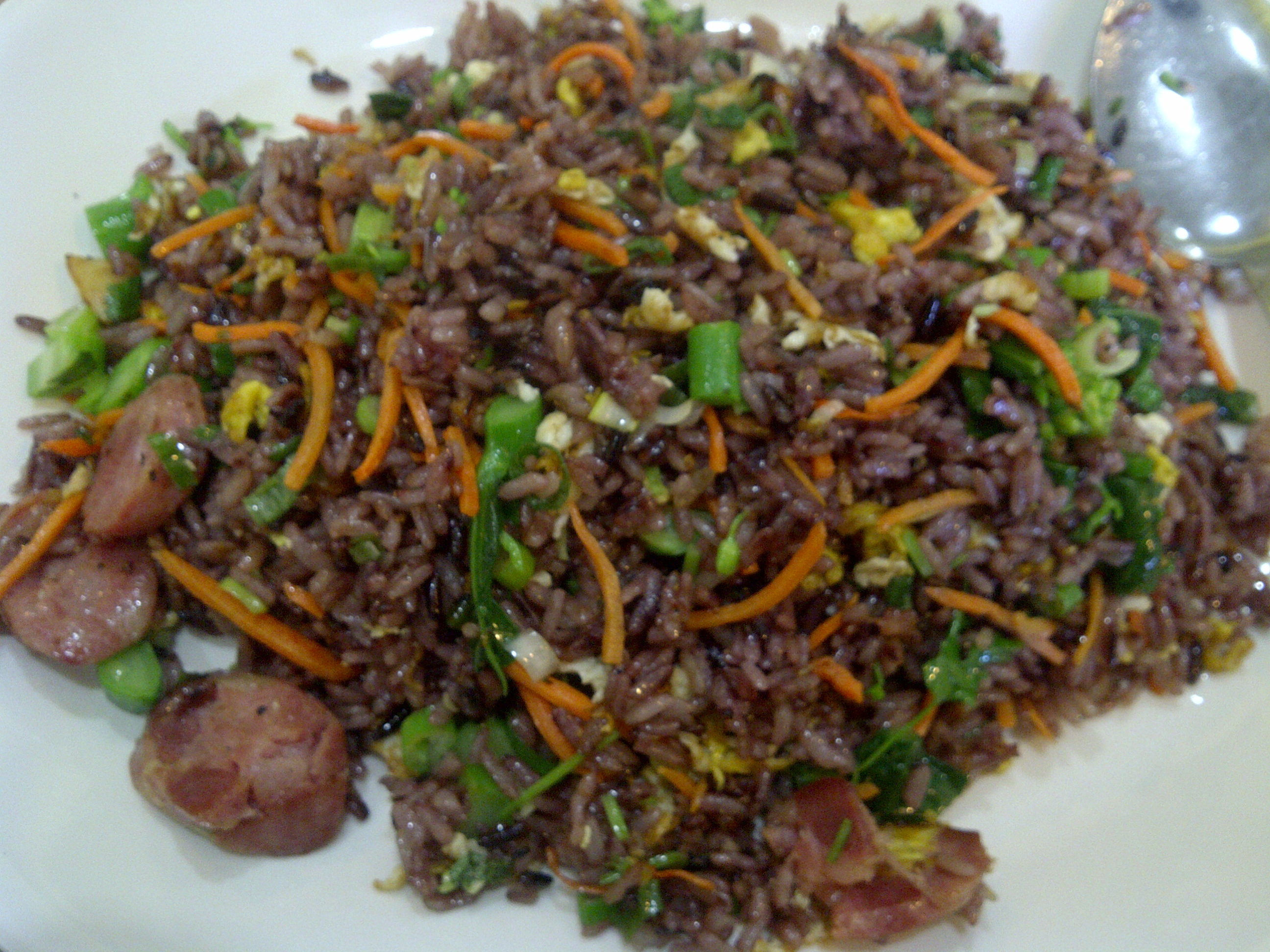
Riso fritto taiwanese
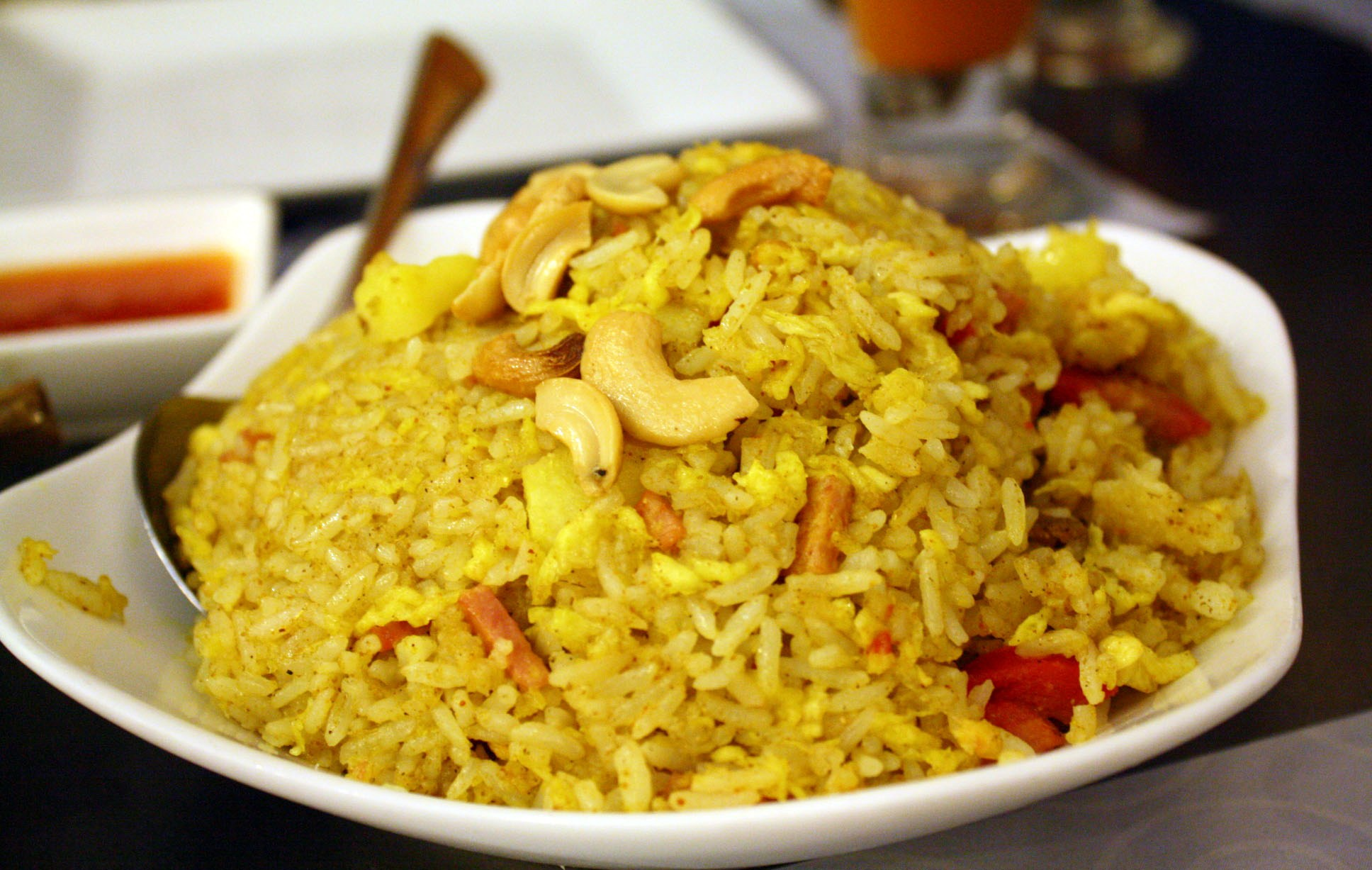
Sinangág filippino con anacardi
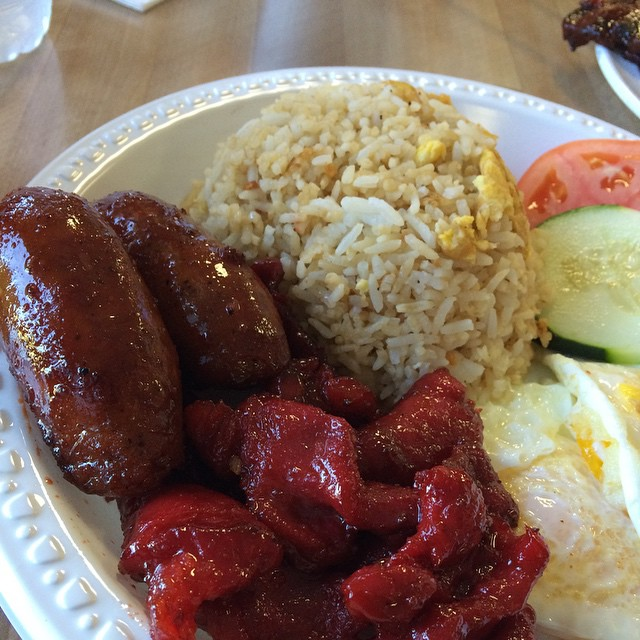
Tipica colazione tosilog filippina con sinangag, pancetta e salsiccia